# Première Conférence mondiale sur le climat
La Conférence mondiale sur le climat (World Climate Conference, WCC), rétrospectivement appelée Première Conférence mondiale sur le climat, se tient à Genève du 12 au 23 février 1979. Organisée à titre principal par l'Organisation météorologique mondiale (OMM), c'est la première conférence scientifique internationale consacrée aux interactions entre climat et société. Elle examine l'hypothèse d'un changement climatique provoqué par les émissions de gaz à effet de serre (GES) mais estime que les incertitudes sont trop importantes pour appeler à des actions politiques et se limite par conséquent à appeler à plus de recherche sur le sujet. Elle participe à l'élaboration du Programme mondial sur le climat, officiellement créé quelques mois après.

## Contexte et organisation
Au cours des années 1970, certains chercheurs qui travaillent sur l'hypothèse d'un réchauffement climatique dû aux émissions anthropiques de gaz à effet de serre (GES) appellent à une prise en compte de ce sujet par les décideurs politiques ; en parallèle, des efforts ont lieu pour mener des recherches météorologiques à l'échelle internationale, notamment via le Global Atmospheric Research Program (GARP), coordonné par l'Organisation météorologique mondiale (OMM) et le Conseil international pour la science (ICSU),.
Lors d'une conférence hébergée en 1978 par l'International Institute for Applied Systems Analysis (IIASA) à Vienne, en Autriche, pour le compte de l'OMM et de l'ICSU, ces deux dernières organisations décident la création d'un Programme mondial sur le climat (en anglais : World Climate Programme, WCP) doté d'un volet consacré à la recherche, dans le prolongement du GARP. Elles organisent l'année suivante une conférence mondiale sur le climat pour établir un état des lieux des connaissances scientifiques sur le fonctionnement du climat et sur les interactions entre celui-ci et la société,,,. L'objectif de cette conférence est de poser les bases du WCP en amont du huitième congrès de l'OMM qui doit formaliser sa création quelques mois plus tard,,,.
Outre l'OMM, plusieurs autres agences onusiennes participent à la préparation de la conférence, parmi lesquelles l'Organisation des Nations unies pour l'alimentation et l'agriculture, l'Organisation des Nations unies pour l'éducation, la science et la culture, le Programme des Nations unies pour l'environnement et l'Organisation mondiale de la santé.

## Déroulement
La conférence mondiale sur le climat se tient du 12 au 23 février 1979 (soit deux semaines) à Genève, en Suisse. Plus de 350 experts venus d'une cinquantaine de pays y assistent, à titre individuel,,. Puisque l'événement entend non seulement dresser l'état des lieux des connaissances sur la physique du climat mais aussi explorer les conséquences du climat sur la société, y sont invités à la fois des chercheurs en sciences physiques et des chercheurs d'autres disciplines, notamment en sciences humaines,. La conférence est présidée par Robert M. White, ancien directeur de la National Oceanic and Atmospheric Administration,.
La conférence est divisée en deux temps, chacun long d'une semaine. La première semaine est ainsi consacrée à des séances plénières durant lesquelles sont présentés 25 articles de synthèse, rédigés spécialement pour l'occasion, qui couvrent trois aspects (deux jours pour les deux premiers, trois jours pour le dernier), :
- le système climatique ;
- les influences humaines sur le système climatique (changements d'affectation des sols, émissions de gaz à effet de serre, émissions d'aérosols, etc.) ;
- les impacts du climat sur les sociétés humaines.

Seuls 100 à 120 experts participent à la deuxième semaine de travail, durant laquelle sont constitués quatre groupes de travail dans le but de dessiner les bases du futur Programme mondial sur le climat et de rédiger une déclaration faisant office de conclusion à la conférence. Les groupes de travail portent respectivement sur,, :
- les données nécessaires à la recherche sur le climat et les applications de celle-ci ;
- l'influence humaine sur le climat ;
- les impacts sur les sociétés humaines de la variabilité naturelle du climat et du changement climatique ;
- la recherche sur la variabilité climatique et sur le changement climatique.

## Conclusions et postérité
La « Déclaration de la Conférence mondiale sur le climat » évoque des « inquiétudes sérieuses » quant aux conséquences de l'influence humaine sur le climat. Bien que l'hypothèse d'un refroidissement global soit toujours discutée, la déclaration de la conférence identifie le réchauffement climatique dû aux émissions de GES comme une « possibilité manifeste ».
Les incertitudes relatives à des éventuels changements du climat, et notamment à un réchauffement de celui, apparaissent cependant trop grandes aux participants pour recommander une quelconque action politique ou pour impliquer les décideurs politiques,,.
La « Déclaration de la Conférence mondiale sur le climat » se limite ainsi pour l'essentiel à appeler à plus de recherche scientifique, y compris sur les impacts des modifications du climat, et appuie pour cela la future création du Programme mondial sur le climat. Elle enjoint toutefois aux gouvernements de se préparer à devoir prendre des décisions pour réorienter l'économie mondiale (notamment dans les secteurs de l'agriculture et de l'énergie),,,.
Si la conférence ne fait pas l'objet d'une attention médiatique ou politique soutenue, elle participe néanmoins à la création du Programme mondial sur le climat au sein duquel sera par la suite organisée la conférence de Villach de 1985, qui initiera la création d'une gouvernance internationale du climat,.
Les actes de la conférence sont publiés en 1979 par l'OMM ; ils reprennent notamment les 25 articles de synthèse présentés durant la première semaine ainsi que les travaux des quatre groupes de travail de la deuxième semaine,.
La Conférence mondiale sur le climat est suivie de deux autres conférences du même nom, en 1990 et en 2009, également organisées par l'OMM.